# جيريمي هندرسون
جيريمي هندرسون (بالإنجليزية: Jeremy Henderson)‏ هو رسام أيرلندي، ولد في 1952 في Lisbellaw ‏ في المملكة المتحدة، وتوفي في 2009.

## وصلات خارجية
- الموقع الرسمي